# Zufuhr

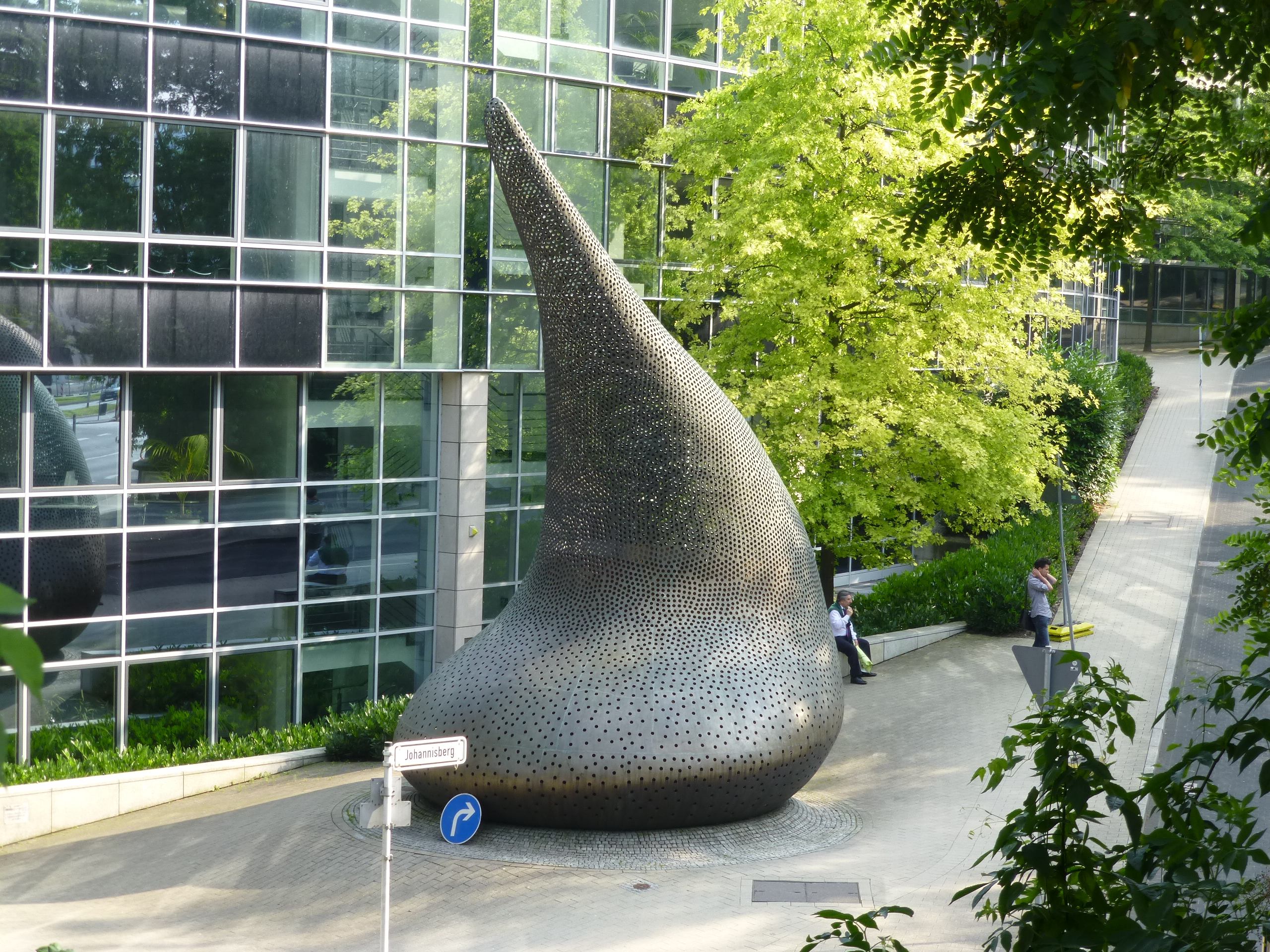
Zufuhr

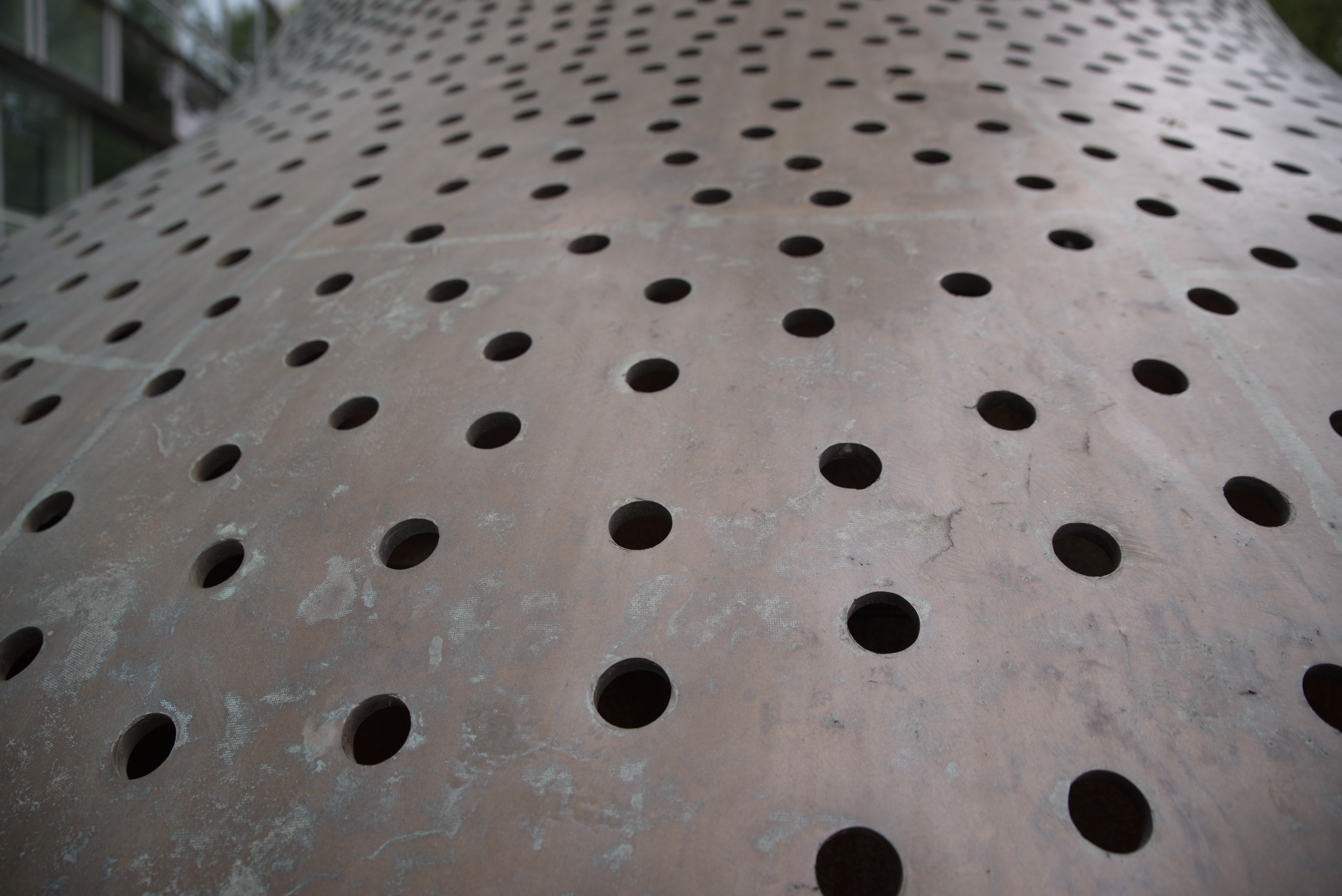
Detail

Zufuhr ist eine Skulptur des britischen Bildhauers Tony Cragg in Wuppertal.

## Lage
Die Skulptur befindet sich vor dem Erweiterungsbau der Zentrale der Stadtsparkasse Wuppertal in Elberfeld an der Ecke Südstraße/Am Johannisberg.

## Beschreibung
Die Skulptur, die Teil des Skulpturenparks Johannisberg ist, ist acht Meter hoch und 8,5 Tonnen schwer. Die Form erinnert an einen Tropfen oder eine Probe Zahnpasta, die aus einer Tube ausgedrückt worden ist. Sie ist aus Bronze gegossen und mit rund 25.000 Löchern von vier Zentimeter Durchmesser versehen. Auf der Webseite des Künstlers werden die Maße 850 × 600 × 500 angegeben.
Der Name Zufuhr erklärt sich über die technische Funktion der Skulptur als Ansaugstutzen (oder Ansaugventil) für die dortige Klimaanlage, die sie auch verdeckt. Diese gleiche Idee, die Kombination von Klimaanlage und moderner Kunst, hat später die Barmenia aufgenommen und ebenfalls bei Tony Cragg ein Werk in Auftrag gegeben. Dort wurde 2009 und 2010 vor dem neu errichtetem Neubau der Hauptverwaltung eine zweiteilige unbenannte Aluminiumskulptur über eine Lüftungsanlage errichtet.
Die Westdeutsche Zeitung schrieb damals:

„Runde, organische Formen standen am Ende des Prozesses. Ausgehend von einem durch die Klima-Technik vorgegebenen Radius in drei Meter Höhe – dort wo die Luft hauptsächlich angesaugt wird – verjüngt sich die Plastik nach oben, biegt sich weich zu einem harmonischen Profil. Der Plastikkörper ist durchbrochen – 25 000 Löcher mit vier Zentimeter Größe sorgen für eine Transparenz, lassen die Plastik an Leichtigkeit gewinnen.“

Zufuhr ist Teil der Werkgruppe Tony Craggs, zu der auch Envelope (1996) und Ferryman (1997) gehören.

## Geschichte

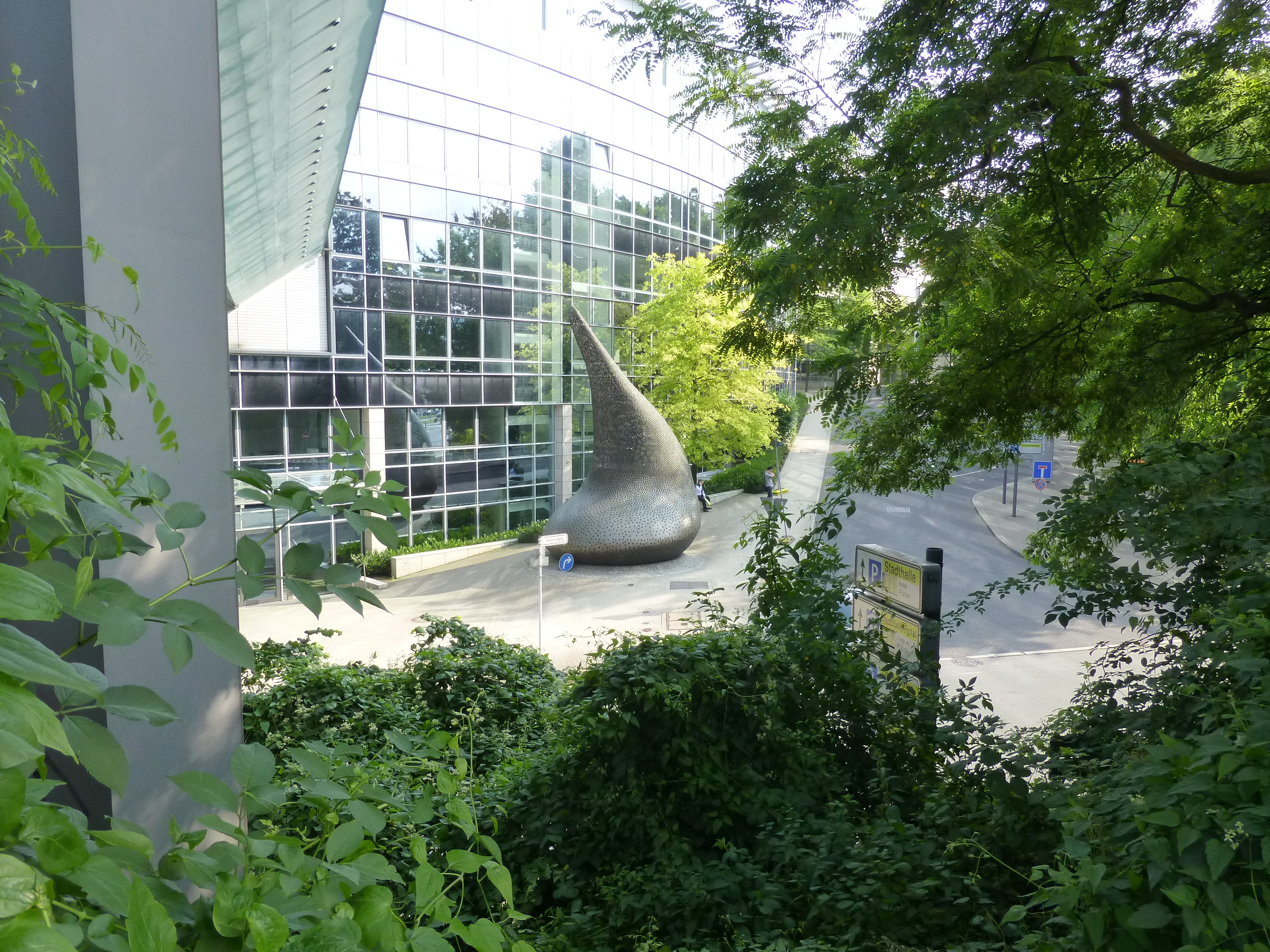
Umfeld der Skulptur

Die Wuppertaler Sparkasse errichtete 1996 zwischen der Bahnhofstraße und der Straße Am Johannisberg ein weiteres Verwaltungsgebäude. An dem Eingang des Gebäudes Ecke Südstraße/Am Johannisberg befindet sich ein Ansaugstutzen für die Klimaanlage, dieser sollte mit einer Plastik verdeckt werden. Eine Ausschreibung dazu gewann der in Wuppertal lebende und arbeitende britische Künstler Tony Cragg. Die Skulptur Zufuhr entstand in seinem damaligen Wichlinghauser Atelier und mit Hilfe des Düsseldorfer Kunstgießers Karl-Heinz Schmäke.
Die Einweihung erfolgte am 6. September 1996.